# Eleições autárquicas portuguesas de 1993 no distrito de Coimbra
| Eleições autárquicas portuguesas de 1993 Distritos: Aveiro \| Beja \| Braga \| Bragança \| Castelo Branco \| Coimbra \| Évora \| Faro \| Guarda \| Leiria \| Lisboa \| Portalegre \| Porto \| Santarém \| Setúbal \| Viana do Castelo \| Vila Real \| Viseu \| Açores \| Madeira |

## Resultados por concelho
Os resultados nos concelhos do distrito de Coimbra foram os seguintes:

### Arganil
| Partido                 | Partido                        | Votos  | %               | +/-   | Vereadores | +/-     |
| ----------------------- | ------------------------------ | ------ | --------------- | ----- | ---------- | ------- |
|                         | Partido Social Democrata       | 4 584  | 48,06 / 100,00  | 8,54  | 4 / 7      | 1       |
|                         | Partido Socialista             | 4 276  | 44,83 / 100,00  | 10,96 | 3 / 7      | 1       |
|                         | Partido Popular                | 236    | 2,47 / 100,00   | -     | 0 / 7      | -       |
|                         | Coligação Democrática Unitária | 91     | 0,95 / 100,00   | 0,42  | 0 / 7      | Estável |
| Votos Inválidos         | Votos Inválidos                | 352    | 3,69 / 100,00   | 0,38  |            |         |
| Total                   | Total                          | 9 539  | 100,00 / 100,00 |       | 7 / 7      |         |
| Eleitorado/Participação | Eleitorado/Participação        | 12 616 | 75,61 / 100,00  | 0,77  |            |         |

### Cantanhede
| Partido                 | Partido                        | Votos  | %               | +/-   | Vereadores | +/-     |
| ----------------------- | ------------------------------ | ------ | --------------- | ----- | ---------- | ------- |
|                         | Partido Socialista             | 10 498 | 48,57 / 100,00  | 28,50 | 4 / 7      | 3       |
|                         | Partido Social Democrata       | 8 454  | 39,11 / 100,00  | 1,24  | 3 / 7      | 1       |
|                         | Partido Popular                | 1 448  | 6,70 / 100,00   | 21,08 | 0 / 7      | 2       |
|                         | Coligação Democrática Unitária | 471    | 2,18 / 100,00   | 5,92  | 0 / 7      | Estável |
| Votos Inválidos         | Votos Inválidos                | 744    | 3,44 / 100,00   | 0,25  |            |         |
| Total                   | Total                          | 21 615 | 100,00 / 100,00 |       | 7 / 7      |         |
| Eleitorado/Participação | Eleitorado/Participação        | 32 777 | 65,95 / 100,00  | 6,07  |            |         |

### Coimbra
| Partido                 | Partido                        | Votos   | %               | +/-  | Vereadores | +/-     |
| ----------------------- | ------------------------------ | ------- | --------------- | ---- | ---------- | ------- |
|                         | Partido Socialista             | 40 045  | 53,92 / 100,00  | 7,06 | 7 / 11     | 1       |
|                         | Partido Social Democrata       | 18 460  | 24,86 / 100,00  | 5,61 | 3 / 11     | 1       |
|                         | Coligação Democrática Unitária | 8 230   | 11,08 / 100,00  | 1,67 | 1 / 11     | Estável |
|                         | Partido Popular                | 3 598   | 4,84 / 100,00   | 0,31 | 0 / 11     | Estável |
|                         | PCTP/MRPP                      | 893     | 1,20 / 100,00   | 0,16 | 0 / 11     | Estável |
| Votos Inválidos         | Votos Inválidos                | 3 040   | 4,09 / 100,00   | 0,05 |            |         |
| Total                   | Total                          | 74 266  | 100,00 / 100,00 |      | 11 / 11    |         |
| Eleitorado/Participação | Eleitorado/Participação        | 125 617 | 59,12 / 100,00  | 1,25 |            |         |

### Condeixa-a-Nova
| Partido                 | Partido                        | Votos  | %               | +/-   | Vereadores | +/-     |
| ----------------------- | ------------------------------ | ------ | --------------- | ----- | ---------- | ------- |
|                         | Partido Socialista             | 3 594  | 47,01 / 100,00  | 12,06 | 4 / 7      | 1       |
|                         | Partido Social Democrata       | 3 018  | 39,48 / 100,00  | 10,00 | 3 / 7      | 1       |
|                         | Coligação Democrática Unitária | 642    | 8,40 / 100,00   | 1,36  | 0 / 7      | Estável |
|                         | Partido Popular                | 100    | 1,31 / 100,00   | -     | 0 / 7      | -       |
| Votos Inválidos         | Votos Inválidos                | 291    | 3,81 / 100,00   | 0,59  |            |         |
| Total                   | Total                          | 7 645  | 100,00 / 100,00 |       | 7 / 7      |         |
| Eleitorado/Participação | Eleitorado/Participação        | 10 643 | 71,83 / 100,00  | 4,29  |            |         |

### Figueira da Foz
| Partido                 | Partido                           | Votos  | %               | +/-  | Vereadores | +/-     |
| ----------------------- | --------------------------------- | ------ | --------------- | ---- | ---------- | ------- |
|                         | Partido Socialista                | 15 455 | 45,45 / 100,00  | 1,56 | 5 / 9      | Estável |
|                         | Partido Social Democrata          | 11 928 | 35,08 / 100,00  | 0,40 | 4 / 9      | Estável |
|                         | Coligação Democrática Unitária    | 2 127  | 6,25 / 100,00   | 0,43 | 0 / 9      | Estável |
|                         | Partido da Solidariedade Nacional | 1 737  | 5,11 / 100,00   | Novo | 0 / 9      | Novo    |
|                         | Partido Popular                   | 887    | 2,61 / 100,00   | 2,12 | 0 / 9      | Estável |
|                         | PCTP/MRPP                         | 358    | 1,05 / 100,00   | 0,81 | 0 / 9      | Estável |
| Votos Inválidos         | Votos Inválidos                   | 1 513  | 4,45 / 100,00   | 0,65 |            |         |
| Total                   | Total                             | 34 005 | 100,00 / 100,00 |      | 9 / 9      |         |
| Eleitorado/Participação | Eleitorado/Participação           | 54 773 | 62,13 / 100,00  | 0,28 |            |         |

### Góis
| Partido                 | Partido                        | Votos | %               | +/-  | Vereadores | +/-     |
| ----------------------- | ------------------------------ | ----- | --------------- | ---- | ---------- | ------- |
|                         | Partido Socialista             | 1 795 | 51,11 / 100,00  | 2,73 | 3 / 5      | Estável |
|                         | Partido Social Democrata       | 1 491 | 42,45 / 100,00  | 3,91 | 2 / 5      | Estável |
|                         | Coligação Democrática Unitária | 61    | 1,74 / 100,00   | 0,11 | 0 / 5      | Estável |
| Votos Inválidos         | Votos Inválidos                | 165   | 4,69 / 100,00   | 0,87 |            |         |
| Total                   | Total                          | 3 512 | 100,00 / 100,00 |      | 5 / 5      |         |
| Eleitorado/Participação | Eleitorado/Participação        | 4 960 | 70,81 / 100,00  | 2,50 |            |         |

### Lousã
| Partido                 | Partido                        | Votos  | %               | +/-  | Vereadores | +/-     |
| ----------------------- | ------------------------------ | ------ | --------------- | ---- | ---------- | ------- |
|                         | Partido Socialista             | 4 591  | 59,49 / 100,00  | 2,23 | 5 / 7      | Estável |
|                         | Partido Social Democrata       | 2 176  | 28,20 / 100,00  | 0,44 | 2 / 7      | Estável |
|                         | Partido Popular                | 304    | 3,94 / 100,00   | 2,04 | 0 / 7      | Estável |
|                         | Coligação Democrática Unitária | 288    | 3,73 / 100,00   | 0,11 | 0 / 7      | Estável |
| Votos Inválidos         | Votos Inválidos                | 358    | 4,63 / 100,00   | 0,73 |            |         |
| Total                   | Total                          | 7 717  | 100,00 / 100,00 |      | 7 / 7      |         |
| Eleitorado/Participação | Eleitorado/Participação        | 11 426 | 67,54 / 100,00  | 1,02 |            |         |

### Mira
| Partido                 | Partido                        | Votos  | %               | +/-   | Vereadores | +/-     |
| ----------------------- | ------------------------------ | ------ | --------------- | ----- | ---------- | ------- |
|                         | Partido Socialista             | 3 689  | 47,30 / 100,00  | 21,68 | 4 / 7      | 2       |
|                         | Partido Social Democrata       | 2 538  | 32,54 / 100,00  | 5,54  | 3 / 7      | Estável |
|                         | Partido Popular                | 658    | 8,44 / 100,00   | 23,97 | 0 / 7      | 2       |
|                         | Movimento Partido da Terra     | 652    | 8,36 / 100,00   | Novo  | 0 / 7      | Novo    |
|                         | Coligação Democrática Unitária | 44     | 0,56 / 100,00   | 0,02  | 0 / 7      | Estável |
| Votos Inválidos         | Votos Inválidos                | 218    | 2,80 / 100,00   | 0,55  |            |         |
| Total                   | Total                          | 7 799  | 100,00 / 100,00 |       | 7 / 7      |         |
| Eleitorado/Participação | Eleitorado/Participação        | 11 239 | 69,39 / 100,00  | 4,22  |            |         |

### Miranda do Corvo
| Partido                 | Partido                        | Votos  | %               | +/-   | Vereadores | +/-     |
| ----------------------- | ------------------------------ | ------ | --------------- | ----- | ---------- | ------- |
|                         | Partido Socialista             | 3 974  | 56,00 / 100,00  | 13,24 | 4 / 7      | 2       |
|                         | Partido Social Democrata       | 2 510  | 35,37 / 100,00  | 11,73 | 3 / 7      | Estável |
|                         | Coligação Democrática Unitária | 224    | 3,16 / 100,00   | 2,77  | 0 / 7      | Estável |
|                         | Partido Popular                | 132    | 1,86 / 100,00   | -     | 0 / 7      | -       |
| Votos Inválidos         | Votos Inválidos                | 256    | 3,61 / 100,00   | 0,59  |            |         |
| Total                   | Total                          | 7 096  | 100,00 / 100,00 |       | 7 / 7      | 2       |
| Eleitorado/Participação | Eleitorado/Participação        | 10 134 | 70,02 / 100,00  | 6,60  |            |         |

### Montemor-o-Velho
| Partido                 | Partido                        | Votos  | %               | +/-  | Vereadores | +/-     |
| ----------------------- | ------------------------------ | ------ | --------------- | ---- | ---------- | ------- |
|                         | Partido Socialista             | 6 615  | 44,97 / 100,00  | 2,86 | 4 / 7      | 1       |
|                         | Partido Social Democrata       | 5 244  | 35,65 / 100,00  | 9,48 | 3 / 7      | 1       |
|                         | Partido Popular                | 1 308  | 8,89 / 100,00   | -    | 0 / 7      | -       |
|                         | Coligação Democrática Unitária | 927    | 6,30 / 100,00   | 1,75 | 0 / 7      | Estável |
| Votos Inválidos         | Votos Inválidos                | 616    | 4,19 / 100,00   | 0,52 |            |         |
| Total                   | Total                          | 14 710 | 100,00 / 100,00 |      | 7 / 7      |         |
| Eleitorado/Participação | Eleitorado/Participação        | 22 228 | 66,18 / 100,00  | 7,03 |            |         |

### Oliveira do Hospital
| Partido                 | Partido                        | Votos  | %               | +/-  | Vereadores | +/-     |
| ----------------------- | ------------------------------ | ------ | --------------- | ---- | ---------- | ------- |
|                         | Partido Social Democrata       | 5 663  | 42,50 / 100,00  | 2,15 | 3 / 7      | Estável |
|                         | Partido Socialista             | 5 058  | 37,96 / 100,00  | 4,30 | 3 / 7      | Estável |
|                         | Partido Popular                | 1 910  | 14,33 / 100,00  | 1,60 | 1 / 7      | Estável |
|                         | Coligação Democrática Unitária | 189    | 1,42 / 100,00   | 0,50 | 0 / 7      | Estável |
| Votos Inválidos         | Votos Inválidos                | 506    | 3,80 / 100,00   | 0,06 |            |         |
| Total                   | Total                          | 13 326 | 100,00 / 100,00 |      | 7 / 7      |         |
| Eleitorado/Participação | Eleitorado/Participação        | 18 974 | 70,23 / 100,00  | 3,45 |            |         |

### Pampilhosa da Serra
| Partido                 | Partido                        | Votos | %               | +/-  | Vereadores | +/-     |
| ----------------------- | ------------------------------ | ----- | --------------- | ---- | ---------- | ------- |
|                         | Partido Social Democrata       | 1 924 | 48,16 / 100,00  | 2,96 | 3 / 5      | Estável |
|                         | Partido Socialista             | 1 846 | 46,21 / 100,00  | 2,61 | 2 / 5      | Estável |
|                         | Coligação Democrática Unitária | 68    | 1,70 / 100,00   | 0,12 | 0 / 5      | Estável |
| Votos Inválidos         | Votos Inválidos                | 157   | 3,93 / 100,00   | 0,47 |            |         |
| Total                   | Total                          | 3 995 | 100,00 / 100,00 |      | 5 / 5      |         |
| Eleitorado/Participação | Eleitorado/Participação        | 5 880 | 67,94 / 100,00  | 1,17 |            |         |

### Penacova
| Partido                 | Partido                        | Votos  | %               | +/-  | Vereadores | +/-     |
| ----------------------- | ------------------------------ | ------ | --------------- | ---- | ---------- | ------- |
|                         | Partido Social Democrata       | 4 073  | 42,90 / 100,00  | 2,84 | 3 / 7      | 1       |
|                         | Partido Socialista             | 3 620  | 38,13 / 100,00  | 2,80 | 3 / 7      | Estável |
|                         | Partido Popular                | 1 026  | 10,81 / 100,00  | 7,16 | 1 / 7      | 1       |
|                         | Coligação Democrática Unitária | 466    | 4,91 / 100,00   | 1,19 | 0 / 7      | Estável |
| Votos Inválidos         | Votos Inválidos                | 309    | 3,26 / 100,00   | 0,32 |            |         |
| Total                   | Total                          | 9 494  | 100,00 / 100,00 |      | 7 / 7      |         |
| Eleitorado/Participação | Eleitorado/Participação        | 13 983 | 67,90 / 100,00  | 2,05 |            |         |

### Penela
| Partido                 | Partido                        | Votos | %               | +/-  | Vereadores | +/-     |
| ----------------------- | ------------------------------ | ----- | --------------- | ---- | ---------- | ------- |
|                         | Partido Social Democrata       | 2 713 | 68,27 / 100,00  | 5,44 | 4 / 5      | Estável |
|                         | Partido Socialista             | 985   | 24,79 / 100,00  | 6,08 | 1 / 5      | Estável |
|                         | Coligação Democrática Unitária | 60    | 1,51 / 100,00   | 0,33 | 0 / 5      | Estável |
| Votos Inválidos         | Votos Inválidos                | 216   | 5,44 / 100,00   | 0,32 |            |         |
| Total                   | Total                          | 3 974 | 100,00 / 100,00 |      | 5 / 5      |         |
| Eleitorado/Participação | Eleitorado/Participação        | 6 177 | 64,34 / 100,00  | 2,40 |            |         |

### Soure
| Partido                 | Partido                           | Votos  | %               | +/-   | Vereadores | +/-  |
| ----------------------- | --------------------------------- | ------ | --------------- | ----- | ---------- | ---- |
|                         | Partido Social Democrata          | 4 370  | 33,64 / 100,00  | 8,20  | 3 / 7      | 1    |
|                         | Partido Socialista                | 3 772  | 29,03 / 100,00  | 22,21 | 2 / 7      | 2    |
|                         | Partido da Solidariedade Nacional | 3 466  | 26,68 / 100,00  | Novo  | 2 / 7      | Novo |
|                         | Coligação Democrática Unitária    | 699    | 5,38 / 100,00   | 12,54 | 0 / 7      | 1    |
|                         | Partido Popular                   | 152    | 1,17 / 100,00   | -     | 0 / 7      | -    |
| Votos Inválidos         | Votos Inválidos                   | 533    | 4,11 / 100,00   | 1,30  |            |      |
| Total                   | Total                             | 12 992 | 100,00 / 100,00 |       | 7 / 7      |      |
| Eleitorado/Participação | Eleitorado/Participação           | 19 247 | 67,50 / 100,00  | 4,95  |            |      |

### Tábua
| Partido                 | Partido                        | Votos  | %               | +/-   | Vereadores | +/-     |
| ----------------------- | ------------------------------ | ------ | --------------- | ----- | ---------- | ------- |
|                         | Partido Social Democrata       | 4 613  | 60,03 / 100,00  | 20,27 | 5 / 7      | 2       |
|                         | Partido Socialista             | 2 685  | 34,94 / 100,00  | 13,35 | 2 / 7      | 2       |
|                         | Coligação Democrática Unitária | 111    | 1,44 / 100,00   | 0,44  | 0 / 7      | Estável |
| Votos Inválidos         | Votos Inválidos                | 276    | 3,59 / 100,00   | 0,08  |            |         |
| Total                   | Total                          | 7 685  | 100,00 / 100,00 |       | 7 / 7      |         |
| Eleitorado/Participação | Eleitorado/Participação        | 10 893 | 70,55 / 100,00  | 5,91  |            |         |

### Vila Nova de Poiares
| Partido                 | Partido                        | Votos | %               | +/-  | Vereadores | +/-     |
| ----------------------- | ------------------------------ | ----- | --------------- | ---- | ---------- | ------- |
|                         | Partido Social Democrata       | 2 116 | 54,80 / 100,00  | 3,98 | 3 / 5      | Estável |
|                         | Partido Socialista             | 1 317 | 34,11 / 100,00  | 0,41 | 2 / 5      | Estável |
|                         | Coligação Democrática Unitária | 149   | 3,86 / 100,00   | 1,76 | 0 / 5      | Estável |
|                         | Partido Popular                | 73    | 1,89 / 100,00   | -    | 0 / 5      | -       |
| Votos Inválidos         | Votos Inválidos                | 206   | 5,34 / 100,00   | 0,07 |            |         |
| Total                   | Total                          | 3 861 | 100,00 / 100,00 |      | 5 / 5      |         |
| Eleitorado/Participação | Eleitorado/Participação        | 5 500 | 70,20 / 100,00  | 1,91 |            |         |